# Liste der Naturdenkmale in Wäschenbeuren
| Naturdenkmale | Anzahl |
| ------------- | ------ |
| FND           | 4      |
| END           | 4      |
| Gesamt        | 8      |

Die Liste der Naturdenkmale in Wäschenbeuren nennt die verordneten Naturdenkmale (ND) der im baden-württembergischen Landkreis Göppingen liegenden Gemeinde Wäschenbeuren. In Wäschenbeuren gibt es insgesamt acht als Naturdenkmal geschützte Objekte, davon vier flächenhafte Naturdenkmale (FND) und vier Einzelgebilde-Naturdenkmale (END). Dabei wird der Teich und drei Linden beim Wäscherhof doppelt aufgeführt.
Stand: 1. November 2016.

## Flächenhafte Naturdenkmale (FND)
| Name                              | Bild | Kennung     | Einzelheiten  | Position | Fläche Hektar | Datum         |
| --------------------------------- | ---- | ----------- | ------------- | -------- | ------------- | ------------- |
| Feuchtbiotop Riedwiesen           | BW   | 81170530005 | Wäschenbeuren | ⊙        | 0,9           | 21. Juli 1994 |
| Lindenbach-Weiher                 | BW   | 81170530006 | Wäschenbeuren | ⊙        | 0,4           | 21. Juli 1994 |
| Oberer Sonderbach und Häbere      | BW   | 81170530003 | Wäschenbeuren | ⊙        | 1,9           | 21. Juli 1994 |
| Teich u. 3 Linden beim Wäscherhof | BW   | 81170530002 | Wäschenbeuren | ⊙        | 0,1           | 22. Okt. 1984 |
| Legende für Naturdenkmal          |      |             |               |          |               |               |

## Einzelgebilde (END)
| Name                                | Bild | Kennung     | Einzelheiten  | Position | Fläche Hektar | Datum         |
| ----------------------------------- | ---- | ----------- | ------------- | -------- | ------------- | ------------- |
| Altenberg-Eiche                     | BW   | 81170530004 | Wäschenbeuren | ⊙        | 0,0           | 21. Juli 1994 |
| Teich und 3 Linden beim Wäscherhof  | BW   | 81170530008 | Wäschenbeuren | ⊙        | 0,0           |               |
| 1 Eiche östl. dem Wäscherschloß     | BW   | 81170530001 | Wäschenbeuren | ⊙        | 0,0           | 22. Okt. 1984 |
| 1 Linde an der Kreuzung K1405/K1406 | BW   | 81170530007 | Wäschenbeuren | ⊙        | 0,0           | 21. Juli 1994 |
| Legende für Naturdenkmal            |      |             |               |          |               |               |